# Louise Van den Plas
Pour les articles homonymes, voir Vanden Plas (homonymie).
Louise Van den Plas, née à Bruxelles (Belgique) le 24 janvier 1877, morte à Willaupuis (Belgique) le 4 décembre 1968 était une féministe catholique belge, fondatrice du premier mouvement féministe catholique de Belgique.

## Biographie

### Famille
Louise Van den Plas, nait dans une famille aisée de Bruxelles, son père Jean-Baptiste Van den Plas, est le cousin germain et le secrétaire particulier du banquier catholique André Langrand-Dumonceau. Impliqué dans la gigantesque faillite frauduleuse de celui-ci, proclamée le 25 août 1870, qui entraînera la ruine de nombreuses familles catholiques notables, Jean-Baptiste Van den Plas et sa famille passe une partie du temps en France.

### Engagement féministe
Louise Van den Plas découvre le féminisme par la lecture du Catéchisme des femmes, de Louis Frank, puis par les écrits de Marie de Villermont (1898).
En mars 1899 à Bruxelles, elle rencontre Marie Duclos, fondatrice avec Marie Maugeret de l’association féministe catholique française « Le Féminisme chrétien ». Elle se rend à Paris pour étudier ce mouvement puis, sur les conseils de Marie Duclos, elle prend contact à Bruxelles avec le journaliste Belge René Henry et avec un ami de ce dernier, René Colaert, membre de la Chambre.
Ces derniers sont d’autant plus intéressés à la situation des femmes que la Belgique s’achemine vers le suffrage universel et que l’élargissement du corps électoral pourrait profiter aux socialistes. Ces derniers ayant l’intention de faire voter en faveur du suffrage féminin et il était à craindre que leur audience s’accroisse auprès des femmes.
Sur la brèche, des groupes féministes de plusieurs tendances politiques, créent en mai 1902 une Union féministe pour peser en faveur du suffrage féminin. Louise Van den Plas saisit cette occasion pour y représenter l’élément catholique. Le Féminisme chrétien de Belgique est fondé le 6 mai 1902.
Le Féminisme chrétien entend améliorer les droits des femmes et promouvoir le féminisme auprès des Catholiques dans le respect de la constitution catholique de la famille.
Il s’appuie sur une revue mensuelle – Le Féminisme chrétien de Belgique –, ouvre des sections locales et donne des conférences.
Avec d’autres organisations féministes, le Féminisme Chrétien fait compagne en faveur de la recherche de paternité, l’entrée des femmes dans les conseils de famille et la gestion de tutelle et la capacité civile complète des femmes ayant obtenu la séparation de corps. Elle obtiendra par ses seuls efforts l’acceptation du témoignage féminin aux actes d’état civil (1908).
Elle réclame l’égalité des barèmes des instituteurs et des institutrices et appuie les luttes du syndicalisme féminin de Victoire Cappe.
Le Féminisme chrétien se joint à la campagne pour l’électorat et l’éligibilité des femmes aux conseils de prud’hommes et permet l’apport de voix catholiques nécessaires à l’adoption de la loi (1910). Louise Van den Plas emporte la sympathie d’une partie des journaux catholiques et de la Ligue Démocratique Belge en faveur du suffrage des femmes. Elle affirme que les femmes apporteraient un regard particulier sur les questions touchant à la morale publique, à l’alcoolisme et à l’école ; elle sait aussi s’appuyer sur les sentiments anti-socialistes.
Le 3 mars 1912, le Féminisme Chrétien fonde la Ligue catholique du suffrage féminin, avec le concours de Cyrille Van Overbergh. La Ligue initie une importante pétition en janvier 1913, signée par Louise Van den Plas et à sa suite par plusieurs groupes féministes qui créeront ensemble le mois suivant la Fédération suffragiste.
Pendant la première guerre mondiale, la publication du Féminisme chrétien est suspendue et Louise Van den Plas fonde l’Union patriotique des femmes belges avec la libérale Jane Brigode et Marguerite Nyssens, pour l’aide matérielle en faveur des femmes. Lors du Discours du Trône de novembre 1918 où seul le suffrage masculin est évoqué, Louise Van den Plas ainsi que Jane Brigode se mobilisent pour le suffrage féminin.
Au sortir de la guerre, la revue reparaît et Louise Van den Plas se voit offrir une tribune libre dans le quotidien Le Soir de 1921 à 1940.

### Source
Paul Gerin, « Louise Van den Plas et les débuts du «Féminisme chrétien de Belgique» », Revue belge d’histoire contemporaine, 1969, n°2, 254-275.